# وای خدای بزرگ، پاستوره اومد!
وای خدای بزرگ، پاستوره اومد! (انگلیسی: Holy God, Here Comes the Passatore!) یک فیلم کمدی ماجراجویی ایتالیایی به کارگردانی جولیانو کارنیمئو است که در سال ۱۹۷۳ منتشر شد. این فیلم اقتباسی آزاد از زندگی یک دزدِ سرِ گردنه به نام استفانو پلونی است که به «پاستوره» (Il Passatore) شهرت داشت.

## بازیگران
- جورج هیلتون
- ادویژ فنش
- مانوئل سارسو
- اومبرتو دورسی
- سال بورجزه
- هلگا لینه
- کریس اوئرتا
- کریس آورام
- دانته ماجو
- لوکریشا لاو